# Juan Díaz Rengifo
Juan Díaz Rengifo (Ávila, 1553-1615) fue un poeta y preceptista español.
Publicó bajo su nombre un Arte poética española con una fertilísima silva de consonantes comunes, propios, esdrújulos y reflejos, y un divino estímulo del amor de Dios (Salamanca, Miguel Serrano de Vargas, 1592) que escribió en realidad su hermano, el jesuita Diego García Rengifo. La obra, de tipo fundamentalmente técnico, aunque también teoriza sobre la poesía, incluye una métrica y un pequeño diccionario de rimas. Preconiza un tipo de poesía manierista, difícil, ingeniosa y artificial, en que más que la inspiración, el sentimiento y la expresividad se valoraba el cortesano aspecto de la dificultad: acrósticos, laberintos, sonetos doblados, etcétera, por lo que alcanzó alguna importancia para la estética literaria del Barroco. Lleva aprobación de Alonso de Ercilla y una dedicatoria a Gaspar de Zúñiga y Acevedo, conde de Monterrey. Sucesivas ediciones fueron engrosando la obra hasta la última, que es del año 1759. Existen varias reimpresiones facsímiles.